# NGC 1363
NGC 1363 este o galaxie spirală situată în constelația Eridanul. A fost descoperită în 31 decembrie 1877 de către Sherburne Wesley Burnham⁠(d).